# Gardes germains

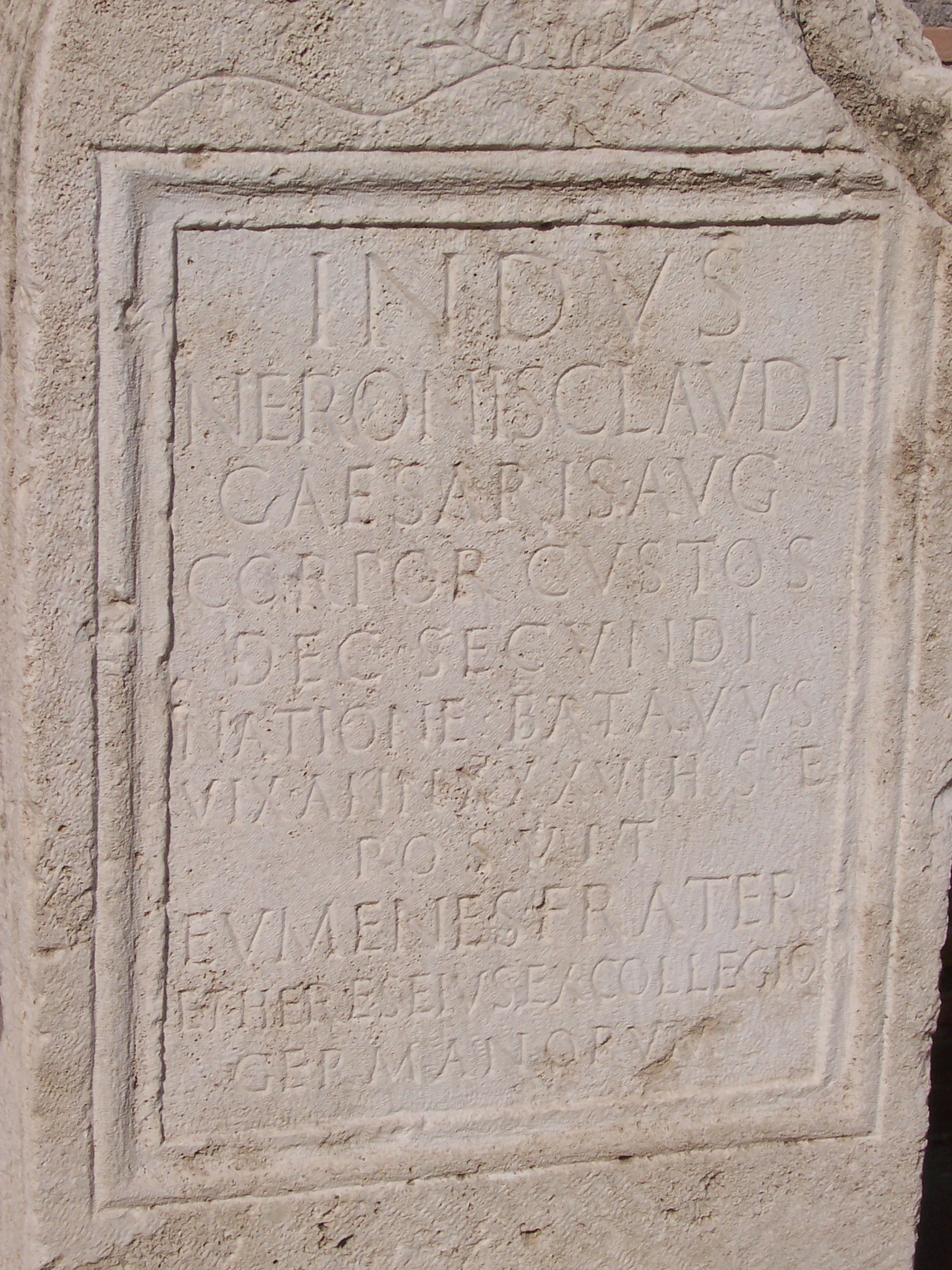
Stèle funéraire d'un membre de la garde batave de Neron, Indus, mort à l'âge de 36 ans.

Les gardes germains (Germani Corporis Custodes ou Batavi) forment la garde personnelle des empereurs romains de la dynastie julio-claudienne au début de l'Empire romain.

## Origine
Leur origine se situe pendant la période des guerres civiles républicaines, lorsque des mercenaires étrangers semblent avoir été considérés comme plus fiables qu'une garde de citoyens romains dont la loyauté pouvait être mise en doute. Jules César a possédé une garde germaine. D'après Suétone, Octave a une garde de Calgurritani d’Hispanie, qu'il a licenciée après la défaite de Marc Antoine en 31 av. J.-C. Il conserve une garde de Germains jusqu'au désastre de Varus en l'an 9 apr. J.-C., Ils sont temporairement retirés de Rome, mais en l'an 14, Tibère la reconstitue, et l'envoie avec la cavalerie prétorienne pour aider son fils Drusus à réprimer une révolte en Pannonie.

## Organisation
Contrairement aux prétoriens, les Germains (Germani Corporis Custodes) sont une unité privée. En outre, avant l'avènement de Claude en l'an 41, des membres de la famille impériale, et même un des principaux généraux d'Auguste, Titus Statilius Taurus, ont leurs propres gardes germaniques. Les Germains de l'empereur semblent avoir été recrutés à l'origine au sein des tribus bataves du Bas-Rhin qui servent dans les armées d'Octave, quand il était triumvir. Les Bataves et Ubiens d'au-delà du Bas-Rhin sont les tribus qui apparaissent le plus souvent dans les inscriptions funéraires de Rome. Le recrutement continue à se faire directement en Germanie et en Gaule, et ces individus ne deviennent pas citoyens romains. C'est le cas aussi pour le recrutement de leurs officiers. Les sources littéraires montrent à la fois Caligula (37-41) et Néron (54-68) employant d'anciens gladiateurs dans cette fonction. L'utilisation de Germains, avec leur barbe hirsute, leur immense taille et leur célèbre férocité, a pour but de décourager les assassins.
Les Germains servent comme fantassins quand ils sont de garde au palais, mais comme cavaliers lorsqu'ils accompagnent l'empereur en campagne. Ils sont organisés comme une unité régulière auxiliaire de l'armée. Ils ont des officiers appelés décurions, comme les autres corps de cavalerie, mais ceux-ci commandent des décuries, probablement de 30 hommes chacune, plutôt qu'une turme. Une inscription mentionne également un optio, un grade d'infanterie, désignant probablement le second dans le commandement d'une décurie. Le nombre de décuries est inconnu - il a probablement varié au cours du temps - mais la désignation éventuelle des Germains comme cohorte sur une pièce de Néron suggère une unité probablement d'environ 500 hommes, comme sous Auguste. Il ne semble pas qu'il y ait eu de commandant unique mais plutôt un roulement entre les décurions pour prendre en charge un temps de garde au palais et dans le camp. Ils sont alors stationnés dans le Trastevere.

## Histoire
Après avoir accompagné Drusus en Pannonie, ils font de nouveau parler d'eux en l'an 39 lorsque Caligula aurait reçu un oracle lui disant de recruter plus d'hommes pour son « unité de Bataves » (Batavi). Cela lui donne une excuse pour se rendre en Germanie et y réprimer un complot du commandant local, Gaetulicus. Lorsque Caligula est assassiné par les prétoriens en 41, ce sont les Germains qui se sont rendus au palais à la recherche des assassins. Ils sont également employés par Néron pour traquer les membres de la conspiration de Pison en 65. Leur longue histoire de loyauté envers l'empereur prend fin en 68 quand, avec les prétoriens, ils abandonnent Néron face à la révolte de Galba. Ils sont licenciés par le nouvel empereur.
Trajan recrutera une nouvelle garde impériale à cheval : les Equites Singulares Augusti.